# فرجينيا بي. إيفانز
فرجينيا بي. إيفانز (بالإنجليزية: Virginia B. Evans)‏ هي فنانة زجاجية ‏ أمريكية، ولدت في 5 يونيو 1894، وتوفيت في 23 مارس 1983.